# Il mio amico gigante
Il mio amico gigante (The BFG) è un film d'animazione per la TV del 1989 diretto da Brian Cosgrove e Mark Hall.
Il soggetto è tratto dal romanzo Il GGG dello scrittore britannico Roald Dahl.

## Trama
Sophie, una piccola orfanella inglese, nel cuore della notte, affacciandosi alla finestra, nota per la strada un'enorme figura trasparente incappucciata. Colta in flagrante, la figura l'agguanta e poi corre via verso il cielo. Quando la corsa termina, Sophie scopre che è stata rapita da un gigante e prega per non essere mangiata. Per sua fortuna, il gigante, che si fa chiamare GGG, acronimo di Grande Gigante Gentile, è vegetariano e si nutre solo dei disgustosi Cetrionzoli che crescono nel suo paese.
GGG la informa che si è ritrovato costretta a rapirla in quanto spaventato che Sophie potesse avvertire i media e quindi gli umani gli avrebbero dato la caccia e rinchiuso in uno zoo; tuttavia adesso GGG ha messo Sophie in guai ben peggiori: nel paese dei giganti vi abitano altri nove giganti e, a differenza di GGG, sono tutti carnivori e cattivi. A dimostrazione di ciò, nella caverna del GGG entra uno di loro, il San Guinario, che fiuta l'odore di essere umano (da loro chiamati ussari umani). GGG, tenta di convincere San Guinario che non ci sono umani nella sua caverna e gli offre un Cetrionzolo; ignaro che Sophie si è nascosta dentro. Il gigante, inconsapevolmente, la sputa via grazie al disgustoso sapore dell'ortaggio e se ne va indignato.
GGG le spiega poi le diverse abitudini del paese dei giganti: il fatto che l'assenza di scuole non permette a nessuno di loro di parlare correttamente, del fatto che i giganti non si possono uccidere tra di loro neanche volendo, della deliziosa e strana bevanda chiamata Sciroppio e di come, mentre gli altri giganti se ne vanno a cacciare gli umani, GGG passa il tempo catturando sogni al confine del suo paese e soffiarli su diversi bambini del mondo con la sua tromba. Siccome Sophie non crede al fatto che i sogni siano degli esseri fisici, GGG decide di portarla con sé a cacciarli e poi a soffiarli alla gente.
I due si dirigono quindi alla terra dei sogni, superando il luogo di riposo dei nove giganti malvagi, capitanati dallo spaventoso MangiaCicciaViva, che strapazzano GGG e poi gli lanciano contro delle pietre. I due giungono a destinazione e GGG, grazie alle sue enormi orecchie, cattura prima un lampo di genio (un sogno meraviglioso) e poi un troglogloblo (un incubo) che viene rinchiuso in una cassaforte nel magazzino di sogni di GGG, ove mostra a Sophie la sua collezione di sogni e di come può mescolarli insieme per formare una storia. I due poi tornano sulla terra, in piena notte, e vanno a soffiare con la tromba i sogni fabbricati ai bambini addormentati. La gita è però interrotta dall'arrivo di MangiaCicciaViva nel villaggio in cui i due protagonisti passano ed assistono impotenti mentre lo spaventoso gigante afferra uno dei bambini addormentati.
GGG riesce ad andarsene via prima di essere notato e Sophie lo rimprovera di non essere stato in grado di fermare MangiaCicciaViva, ma GGG dice che non può fare niente contro i suoi simili e che ha sentito che presto loro avrebbero fatto una scorpacciata di orfanelli la prossima notte. Sophie escogita un piano e chiede a GGG di creare con i suoi sogni la loro storia, in modo da soffiarla alla regina e poi farsi vedere per provare che il suo sogno è vero. I due si mettono all'opera e il giorno dopo, non solo la regina scopre sul giornale che il suo sogno è vero, ma trova Sophie sul suo davanzale e comprende.
Subito dopo, GGG si presenta alla regina, la quale prima offre ai due una colazione regale, poi fa convocare i capi dell'esercito e dell'aviazione per poter preparare un piano per catturare i giganti e imprigionarli in una fossa profonda da cui non potranno uscire. GGG e Sophie guidano gli aerei reali verso il paese dei giganti e, mentre GGG torna alla sua caverna per prendere i Centrionzoli con cui nutrire i suoi simili quando saranno imprigionati, i soldati legano i giganti. Tre di essi si svegliano durante il processo, ma possono fare poco e niente legati come già sono.
Quando i soldati stanno per portare via i giganti, MangiaCicciaViva (addormentatosi lontano dagli altri) scopre gli intrusi e cerca di attaccare i soldati, ma realizzando che GGG deve averli traditi, corre da lui per ucciderlo. Il malvagio gigante pare avere la meglio e, sul punto di schiacciare GGG con un masso, viene distratto da Sophie e tenta di prenderla e mangiarla. GGG quindi si trascina dolorante verso il magazzino dei sogni e prende il trogloglobo dalla cassaforte e lo soffia su MangiaCicciaViva un attimo prima che divorasse la bambina. Terrorizzato, MangiaCicciaViva scappa via per non essere preso da "Giacomino" e, nella fuga, inciampa e sviene, venendo subito legato dai soldati. GGG, quindi, spiega che l'incubo deve aver fatto vedere al gigante la loro più grande paura: l'unico essere umano ad aver mai ucciso uno di loro, Giacomino e la sua pianta di fagioli.
Gettati i nove giganti nella fossa, GGG, Sophie e i soldati vengono premiati per il loro coraggio e il gigante dona alla regina i Cetrionzoli con cui nutrire i giganti imprigionati. A Sophie viene offerto un posto a palazzo e a GGG vien offerto un castello dove vivere, ma il gigante rifiuta gentilmente, in quanto dovrà continuare il suo lavoro di porta-sogni e Sophie, ormai affezionatasi a GGG, chiede di venire con lui. Colpito dal fatto che Sophie preferisce vivere con lui che ad una vita al palazzo reale, GGG la porta con sé a casa.

## Personaggi
I nomi seguiti da una sbarra sono quelli del primo doppiaggio.
- Sophie: Sophie è una bambina orfana curiosa e che impara a essere coraggiosa.
- GGG (Il Grande Gigante Gentile)/GGA (Grande Gigante Amico) (BFG (Big Friendly Giant)): l'unico gigante vegetariano e gentile del suo paese, che anziché divorare i bambini nella notte ne allieta il loro sonno soffiando dei sogni da lui catturati e fabbricati, che consegna con l'ausilio di un mantello che lo rende trasparente. È caratterizzato da grosse orecchie con cui sente e tradurre i sogni.
- La Regina d'Inghilterra: la pacata e gentile sovrana d'Inghilterra, il cui aspetto è una caricatura realistica della giovane Regina Elisabetta II.
- Mary: la cameriera della Regina, che sviene e si agita davanti alle cose inusuali.
- Tibbs: il maggiordomo della Regina, visto fugacemente mentre offre la colazione al GGG.
- Il Capo dell'Esercito e il Capo dell'Aviazione: i due generali di alto rango dell'esercito e l'aeronautica britannica. Il primo basso e un po' paffuto e il secondo alto e magro, ma entrambi con grossi nasi e baffi (bianchi per il primo e rossi per il secondo). Passano il tempo a bisticciare su quale delle loro due armate sia la migliore.

- Sergente: un soldato che guida gli altri durante la missione di cattura. Coraggiosamente, si occupa anche dei quattro giganti che si svegliano e mette in salvo i due commilitoni che svengono.
- Signora Clonkers: la crudele direttrice dell'orfanotrofio di Sophie. Non compare mai di persona e a fine film viene punita per le sue azioni ottenendo il ruolo di sorvegliare e nutrire i giganti malvagi.
- I giganti malvagi: i nove malvagi e carnivori giganti che coabitano nel paese dei giganti con GGG. Mentre GGG ha un alquanto normale aspetto umano, questi giganti (che nel libro sono dipinti come rozze creature irsute ma anch'esse con un aspetto umano, per quanto meno elegante di quello del protagonista) qui somigliano più a una specie di dinosauri umanizzati, con la pelle grigia e la pancia chiara, strambe proporzioni alla faccia e così via, e come unico indumento comune dei perizomi. Solo MangiaCicciaViva e San Guinario sono identificati, degli altri si sa il loro nome ma non chi sia chi: nemmeno gli schizzi e bozzetti lo specificano.
  - MangiaCicciaViva/DivoraCarne (Fleshlumpeater): È il più grande e spietato dei giganti cattivi e il loro leader. Caratterizzato da un occhio completamente bianco e l'altro rosso, capelli rasati con folte sopracciglia. Ha due lunghi artigli agli indici e bracciali e orecchini d'oro. Nel libro viene prima tormentato dall'incubo catturato da GGG e poi è l'unico a opporre resistenza durante la cattura, ma viene fermato dalla spilla di Sophie e l'astuzia di GGG, nel film entrambe le due scene sono fuse in una per dare al finale più suspance.
  - San Guinario/Succhiasangue (Bloodbottler): Il primo gigante malvagio incontrato da Sophie, che quasi mangia quando si nasconde nel centrionzolo che, fortunatamente, poi sputa per il suo orribile sapore. Caratterizzato da un paio di baffoni e un paio di sopracciglia folti e rossi.
  - Crocchiaossa/Sgretolaossa (Bonecruncher): viene detto che lui adora mangiare i "polli"/"pollacchi" (i polacchi) per il loro gusto di polacchine/patate.
  - Canniballo/Stritolayumani (Manhugger)
  - Ciucciaciccia/Masticabimbi (Childchewer)
  - Macellatore/Succhiacarne (Meatdripper)
  - Farabutto/Trangugiastomaci (Gizzardgulper)
  - Sbavitoso/Sputadenti (Maidmasher)
  - Scottadito/Macellaio (Butcher Boy)
- Topolino: una creatura del paese dei giganti che ha tana nella casa di GGG, originale al libro. Somiglia ad un topo rosso senza orecchie con una coda di lucertola. Adora creare buchi, creando il buco nel centrionzolo dove Sophie si nasconde da San Guinario e nel tavolo di GGG dove si nasconderà da MangiaCicciaViva durante la battaglia finale.

## Doppiatori
| Personaggio          | Doppiaggio inglese | Doppiaggio italiano (1990) | Doppiaggio italiano (1997) |
| -------------------- | ------------------ | -------------------------- | -------------------------- |
| GGG                  | David Jason        | Riccardo Barbera           | Luca Biagini               |
| Sophie               | Amanda Root        | Federica De Bortoli        | Ilaria Latini              |
| Regina d'Inghilterra | Angela Thorne      |                            |                            |
| Capo dell'Esercito   | Ballard Berkeley   |                            |                            |
| Capo dell'Aviazione  | Michael Knowles    |                            |                            |
| San Guinario         | Don Henderson      |                            | Diego Reggente             |
| MangiaCicciaViva     | Don Henderson      |                            | Diego Reggente             |
| Sergente             | Don Henderson      |                            |                            |
| Mary                 | Mollie Sugden      |                            |                            |
| Tibbs                | Frank Thornton     |                            |                            |
| Signora Clonkers     | Myfanwy Talog      |                            |                            |

## Distribuzione
Il film venne trasmesso per la prima volta nel Regno Unito su ITV il 25 novembre 1989.

### Edizione italiana
Il film fu pubblicato in Italia per la prima volta in videocassetta da Lineafilm nel 1990 con il titolo Il gigante amico. Questa versione del film gode di un adattamento del tutto diverso alla versione italiana del libro: il gigante non si chiama GGG (Grande Gigante Gentile), bensì GGA (Grande Gigante Amico). Inoltre il sogno che il GGG usa come arma contro il MangiaCicciaViva (chiamato DivoraCarne) è quello del biblico Davide contro il gigante Golia. Nella prima versione, inoltre, il ritornello della canzone dello Sciroppio (qui chiamato Frizzantosa) dei Petocchi (chiamati Schiocconcerti) è tradotto.
In seguito, una nuova versione in videocassetta del film fu distribuita in Italia dalla Alfadedis Entertainment nel settembre del 1997, un'edizione ridoppiata con un adattamento più fedele all'edizione italiana del libro e reintitolata Il mio amico gigante.

## Accoglienza
Patrick Stoddart del The Sunday Times lo definì una "delizia" e dichiarò che "con questo film, Cosgrove si mette allo stesso livello della Disney".
Nel 2016, Louisa Mellor, del sito Den of Geek, elogiò il film durante una comparazione con il secondo adattamento firmato da Disney e Steven Spielberg appena uscito dicendo "il film della Cosgrove Hall vecchio di 27 anni sarà meno impressionante dal punto di vista tecnico del nuovo adattamento, ma per una frazione del budget di quest'ultimo è un fantastico adattamento della storia."
Roald Dalh, arcinoto per non amare gli adattamenti delle sue opere, alla fine dello screening diede una calorosa standing ovation.